# 李朝陽 (嘉靖進士)
李朝陽（1495年—？年），字伯鳴，號西峪，山西太原府清源縣人，明朝政治人物。

## 生平
二月二十七日生，行一。治《書經》。由國子生中式嘉靖七年（1528年）戊子科山西鄉試第九名舉人，年三十八歲中式嘉靖十一年壬辰科會試第六十名，第三甲第五十六名進士。觀兵部政，授宜陽知縣。

## 家族
曾祖李賢，壽官；祖李子實；父李梅，巡檢；母梁氏。重慶下，妻米氏，繼妻王氏；弟遇陽；荷陽。子光前；光世；光德。